# O.H.M.S.
O.H.M.S. is een Britse filmkomedie uit 1937 onder regie van Raoul Walsh. De film werd destijds uitgebracht onder de titel Onder vreemde vlag.

## Verhaal
De Amerikaanse crimineel Jimmy Tracey duikt onder in Groot-Brittannië. Hij geeft zich uit voor een Canadees en gaat bij het Britse leger. Hij wordt er al gauw maatjes met Bert Dawson. Ze dingen allebei om de hand van de dochter van majoor Briggs. Dan komt Jimmy erachter dat zijn Amerikaanse vriendin naar Groot-Brittannië is gereisd.

## Rolverdeling
| Acteur            | Personage             |
| ----------------- | --------------------- |
| Wallace Ford      | Jimmy Tracy           |
| John Mills        | Korporaal Bert Dawson |
| Anna Lee          | Sally Briggs          |
| Grace Bradley     | Jean Burdett          |
| Frank Cellier     | Majoor Briggs         |
| Peter Croft       | Student               |
| James Pirrie      |                       |
| Henry Hallett     |                       |
| Frederick Leister | Viceconsul            |
| Lawrence Anderson | Koopman               |